# نفط أثاباسكا الرملي
نفط أثاباسكا الرملي هو نفط رملي موجود على شكل توضعات من الأسفلت (بيتومين) والنفط الثقيل في شمالي شرق مقاطعة ألبرتا الكندية، وخاصة في منطقة فورت ماكموراي.
يتكون النفط الرملي من مزيج من النفط الأسفلتي الثقيل مع الرمل والغضار والماء، ويعد نفط أثاباسكا الرملي الأكبر من نوعه في العالم. وبذلك تكون كندا ثالث دولة في العالم من حيث الترتيب من حيث الاحتياطات النفطية المؤكدة بعد فنزويلا والسعودية.
تبلغ الطاقة الإنتاجية من نفط أثاباسكا الرملي حوالي 1.3 مليون برميل يومياً؛
 في حين أن المخزون الاحتياطي يصل إلى 133 ألف مليون برميل.